# Megumi Takase
Megumi Takase (高瀬 愛実, Takase Megumi), née le 10 novembre 1990 à Kitami, est une footballeuse internationale japonaise évoluant au poste d'attaquante. Elle compte 26 sélections en équipe nationale du Japon.

## Biographie

### Carrière en club
Elle évolue en club depuis 2009 à l'INAC Leonessa. 

### Carrière internationale
Megumi Takase fait partie de la sélection japonaise présente lors de la Coupe du monde de football féminin des moins de 20 ans 2010 qui termine son parcours dès le premier tour. Elle fait ses débuts en équipe première en 2010.
Megumi Takase fait partie du groupe vainqueur de la Coupe du monde de football féminin 2011, remportée en finale face aux États-Unis ; elle joue les dernières minutes de la demi-finale contre la Suède.

## Palmarès

### En club
- Vainqueur du Championnat du Japon de football féminin en 2011 avec l'INAC Leonessa[1]

### En sélection nationale
- Vainqueur de la Coupe du monde de football féminin 2011
- Médaille d'argent aux Jeux olympiques d'été de 2012